# Эзе, Лайош
Лайош Эзе (27 апреля 1935, Сентеш — 21 октября 1984, Будапешт , Венгрия) — венгерский актёр театра и кино. Народный артист Венгерской Народной Республики (1984). Заслуженный артист Венгерской Народной Республики (1975). Лауреат государственной Премии имени Кошута (посмертно, 1990).

## Биография
Родился в бедной семье. В 1949—1952 годах учился в сельскохозяйственном училище, затем в 1956 году окончил Будапештский университет театрального и киноискусства. Начал свою театральную карьеру в Национальном театре в Мишкольце, в 1959 году перешёл в коллектив Национального театра в Будапеште, на сцене которого выступал до своей смерти в 1984 г.
Актёр широкого плана, играл как драматические, так и комедийно-сатирические роли, как в спектаклях мировых классиков (Шекспир, Ф. Шиллер, Б. Брехт, М. Горький, Генрик Ибсен), так и венгерских драматургов (М. Вёрёшмарти, Ж. Мориц, Д. Ийеш и др.).
С 1955 года снимался в кино. Сыграл роли в 126 кино- и телефильмах.

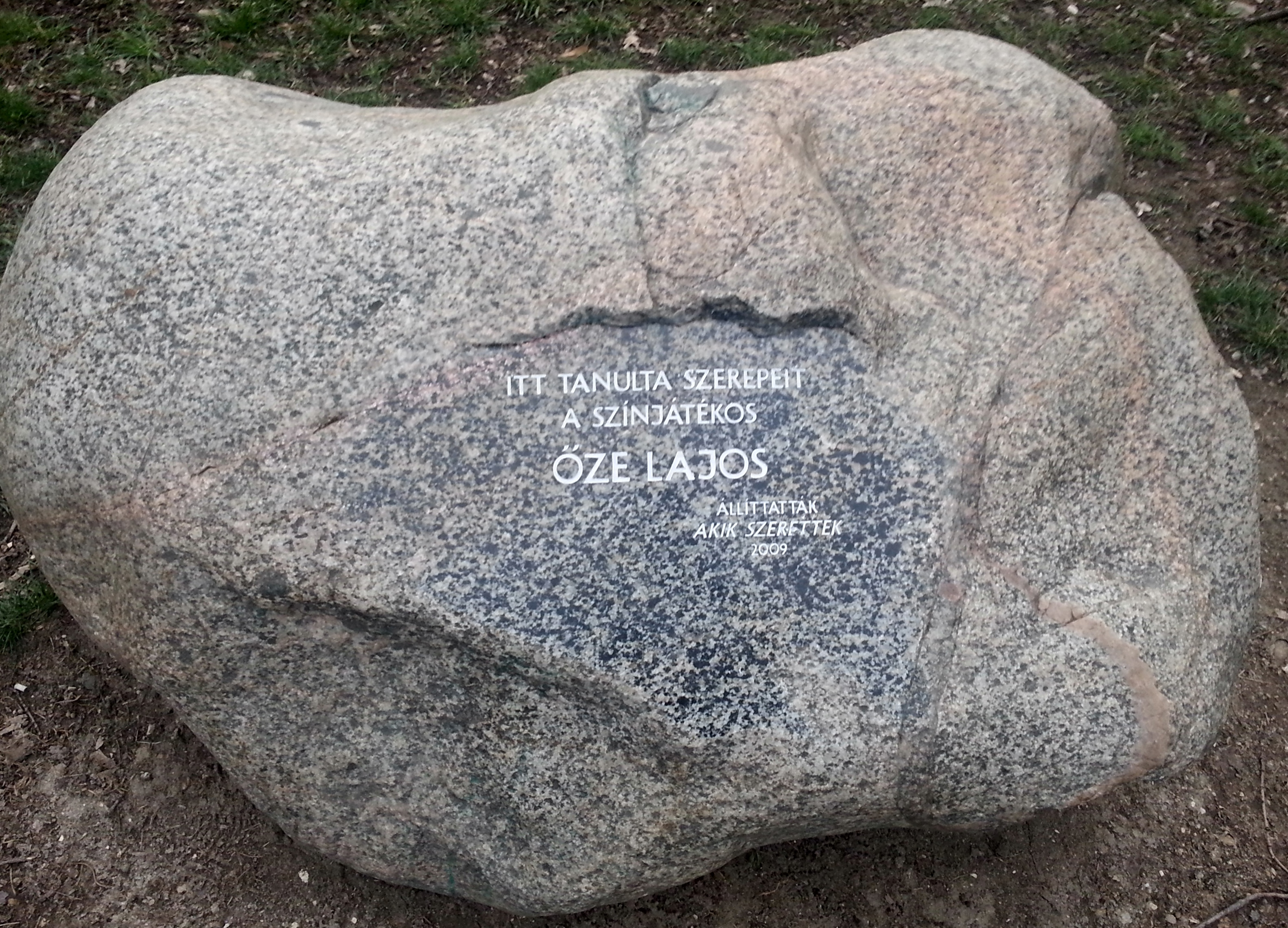
Мемориальный камень Лайоша Эзе возле его дома в Будапеште

Умер от рака лёгких.

## Избранная фильмография
- 1955 — Кружка пива / Egy pikoló világos
- 1957 — Два признания / Két vallomás — Шандор
- 1960 — Рассвет / Virrad
- 1962 — Апрельская тревога / Áprilisi riadó — Винце Борок, партийный секретарь
- 1965 — Без надежды / Szegénylegények
- 1965 — 20 часов / Húsz óra
- 1966 — Холодные дни / Hideg napok — Шандор Кепиро
- 1968 — Узы / Bondage / Kötelék
- 1969 — Брошенный камень / Feldobott kö — учитель
- 1969 — Свидетель / A tanú — Арпад Вираг
- 1971 — Через час я здесь / Egy óra múlva itt vagyok
- 1972 — У меня было тридцать два имени / Harminckét nevem volt
- 1972 — Похищение по-венгерски / Emberrablás magyar módra
- 1973 — Невинные убийцы / Ártatlan gyilkosok
- 1974 — Пение на бегу / Bástyasétány '74
- 1976 — Пятая печать / Ötödik pecsét, Az — часовщик Миклош Дьюрица (озвучил — Зиновий Гердт)
- 1981 — Время останавливается / Megáll az idö
- 1983 — Потерянные иллюзии / Elveszett illúziók — Миклош Вермеш
- 1984 — Лепестки, цветки, венки / Szirmok, virágok, koszorúk — полковник

## Награды
- Премия имени Мари Ясаи (1970)
- Премия Вольфа Ратко (1970)
- Заслуженный артист Венгерской Народной Республики (1975)
- Народный артист Венгерской Народной Республики (1984)
- Премия имени Кошута (посмертно, 1990).